# Challenge League 2015-2016
La Challenge League 2015-2016, nota come Brack.ch Challenge League 2015-2016 per motivi di sponsorizzazione, è stata la 119ª edizione della seconda divisione del campionato svizzero di calcio, la 13ª edizione sotto il nome Challenge League. Il campionato è iniziato il 18 luglio 2015 e si è concluso il 27 maggio 2016. Il Losanna è stato promosso in Super League.

## Stagione

### Novità
Dalla Challenge League 2014-2015 è stato promosso in Super League il Lugano, classificatosi al primo posto, mentre il Servette, che non ha ricevuto la licenza per partecipare alla Challenge League, è stato retrocesso in Promotion League, ripescando il Bienne. Dalla Super League 2014-2015 è stato retrocesso l'Aarau, classificatosi all'ultimo posto. Dalla Promotion League 2014-2015 è stato promosso il Neuchâtel Xamax.

### Formula
Le 10 squadre partecipanti si affrontano in un doppio girone all'italiana con partite di andata e ritorno per un totale di 36 giornate.

La squadra classificatasi al 1º posto viene promossa in Super League.
L'ultima classificata retrocede in Promotion League.

### Avvenimenti
A marzo 2015 il Bienne è stato penalizzato dalla Swiss Football League inizialmente di un punto per violazione di licenza e successivamente di ulteriori 4 punti, per complessivi 5 punti di penalizzazione da scontare a partire dal 22 aprile 2016. Il 27 aprile 2016 la Swiss Football League ha revocato la licenza di partecipazione alla Challenge League al Bienne per ripetute violazioni del regolamento di licenza. Di conseguenza, secondo l'articolo 32ter del regolamento di competizione della SFL tutte le partite della seconda fase disputate dal Bienne fino al 27 aprile 2016 sono state registrate col punteggio di 0-0 e con zero punti assegnati ad entrambe le squadre.

## Squadre partecipanti
| Club            | Stagione | Città                | Stadio                         | Stagione precedente           |
| --------------- | -------- | -------------------- | ------------------------------ | ----------------------------- |
| Aarau           | dettagli | Aarau                | Stadion Brügglifeld            | 10º posto in Super League     |
| Bienne          | dettagli | Bienne               | Tissot Arena                   | 10º posto in Challenge League |
| Chiasso         | dettagli | Chiasso              | Stadio comunale Riva IV        | 8º posto in Challenge League  |
| Le Mont         | dettagli | Le Mont-sur-Lausanne | Stadio Sous-Ville (Baulmes)    | 7º posto in Challenge League  |
| Losanna         | dettagli | Losanna              | Stade Olympique de la Pontaise | 6º posto in Challenge League  |
| Neuchâtel Xamax | dettagli | Neuchâtel            | La Maladière                   | 1º posto in 1. Liga Promotion |
| Sciaffusa       | dettagli | Sciaffusa            | Stadion Breite                 | 5º posto in Challenge League  |
| Wil             | dettagli | Wil                  | IGP Arena                      | 9º posto in Challenge League  |
| Winterthur      | dettagli | Winterthur           | Stadion Schützenwiese          | 4º posto in Challenge League  |
| Wohlen          | dettagli | Wohlen               | Stadion Niedermatten           | 3º posto in Challenge League  |

## Allenatori e primatisti
| Squadra         | Allenatore                                                                                    | Giocatore più presente (tra parentesi il numero delle presenze)                      | Capocannoniere (tra parentesi il numero dei gol segnati) |
| --------------- | --------------------------------------------------------------------------------------------- | ------------------------------------------------------------------------------------ | -------------------------------------------------------- |
| Aarau           | Livio Bordoli (1ª-11ª) Sascha Stauch (12ª) Marco Schällibaum (13ª-18ª, 20ª-27ª, 29ª-33ª, 36ª) | Carlinhos (33)                                                                       | Carlinhos (10) Patrick Rossini (10)                      |
| Bienna          | Patrick Rahmen                                                                                | Jérémy Frick (29)                                                                    | Antonio Marchesano (13)                                  |
| Chiasso         | Marco Schällibaum (1ª-12ª) Giancarlo Camolese (13ª-21ª, 23ª-31ª, 33ª, 36ª)                    | Steve Rouiller (34) Alessandro Ciarrocchi (34)                                       | Alessandro Ciarrocchi (9)                                |
| Le Mont         | Claude Gross                                                                                  | Aurélien Chappuis (32)                                                               | Luís Pimenta (7)                                         |
| Losanna         | Fabio Celestini                                                                               | Numa Lavanchy (32) Olivier Custodio (32) Ming-yang Yang (32)                         | Jocelyn Roux (13)                                        |
| Neuchatel Xamax | Roberto Cattilaz (1ª-12ª) Michel Decastel (13ª-25ª, 27ª-33ª, 36ª)                             | Laurent Walthert (34) Marco Delley (34)                                              | Charles-André Doudin (13)                                |
| Sciaffusa       | Maurizio Jacobacci (1ª-21ª, 23ª) Axel Thoma (22ª, 25ª-28ª, 30ª-33ª, 36ª)                      | André Luís Neitzke (36)                                                              | Deniz Mujic (11)                                         |
| Wil             | Fuat Çapa (1ª-12ª) Philipp Dux (13ª-14ª) Kevin Cooper (15ª-26ª, 28ª-30ª, 32ª-33ª, 36ª)        | Patrick Drewes (32) Guy Ramos (32) Silvano Schäppi (32)                              | Erhan Yılmaz (9) André Clarindo dos Santos (9)           |
| Winterthur      | Jürgen Seeberger (1ª-16ª) Dario Zuffi (17ª-18ª) Sven Christ (19ª, 21ª-33ª, 36ª)               | Patrik Schuler (34) Christian Fassnacht (34) Sead Hajrović (34) Sandro Foschini (34) | Christian Fassnacht (9)                                  |
| Wohlen          | Martín Rueda                                                                                  | Marko Muslin (33)                                                                    | Alain Schultz (6) Nico Abegglen (6)                      |

## Classifica finale
|  | Pos. | Squadra         | Pt | G  | V  | N  | P  | GF | GS | DR  |
|  | ---- | --------------- | -- | -- | -- | -- | -- | -- | -- | --- |
|  | 1.   | Losanna         | 65 | 34 | 19 | 8  | 7  | 61 | 39 | +22 |
|  | 2.   | Neuchâtel Xamax | 54 | 34 | 15 | 9  | 10 | 53 | 42 | +11 |
|  | 3.   | Wil             | 53 | 34 | 14 | 11 | 9  | 60 | 49 | +11 |
|  | 4.   | Aarau           | 50 | 34 | 12 | 14 | 8  | 44 | 39 | +5  |
|  | 5.   | Sciaffusa       | 47 | 34 | 14 | 5  | 15 | 43 | 45 | -2  |
|  | 6.   | Winterthur      | 43 | 34 | 12 | 7  | 15 | 40 | 49 | -9  |
|  | 7.   | Chiasso         | 37 | 34 | 7  | 16 | 11 | 39 | 44 | -5  |
|  | 8.   | Wohlen          | 36 | 34 | 9  | 9  | 16 | 35 | 52 | -17 |
|  | 9.   | Le Mont         | 32 | 34 | 7  | 11 | 16 | 36 | 50 | -14 |
|  | 10.  | Bienne          | 16 | 18 | 5  | 6  | 7  | 28 | 30 | -2  |

Legenda:

      Promossa in Super League 2016-2017
      Retrocessa in Promotion League 2016-2017
Note:

Tre punti a vittoria, uno a pareggio, zero a sconfitta.
La classifica viene stilata secondo i seguenti criteri:
- Punti conquistati
- Differenza reti generale
- Reti totali realizzate
- Punti conquistati negli scontri diretti
- Sorteggio

## Risultati

### Prima fase
|                 | AAR  | BIE  | CHI  | LE   | LOS  | NEU  | SCI  | WIL  | WIN  | WOH  |
| --------------- | ---- | ---- | ---- | ---- | ---- | ---- | ---- | ---- | ---- | ---- |
| Aarau           | –––– | 2-3  | 1-1  | 2-1  | 0-3  | 2-1  | 2-0  | 1-1  | 1-2  | 1-1  |
| Bienna          | 3-1  | –––– | 1-1  | 3-3  | 0-3  | 2-2  | 2-0  | 0-0  | 5-1  | 0-3  |
| Chiasso         | 1-1  | 0-0  | –––– | 2-2  | 1-2  | 2-1  | 3-0  | 2-2  | 1-3  | 1-1  |
| Le Mont         | 0-0  | 1-1  | 1-1  | –––– | 1-3  | 2-1  | 2-0  | 1-0  | 1-0  | 3-0  |
| Losanna         | 1-1  | 5-4  | 1-2  | 1-1  | –––– | 2-3  | 1-0  | 3-0  | 0-2  | 2-0  |
| Neuchatel Xamax | 2-0  | 1-4  | 0-0  | 1-0  | 1-0  | –––– | 1-0  | 1-3  | 1-0  | 1-1  |
| Sciaffusa       | 1-0  | 2-0  | 2-0  | 2-0  | 0-4  | 2-1  | –––– | 4-1  | 1-2  | 1-1  |
| Wil             | 0-0  | 2-0  | 4-1  | 3-1  | 3-3  | 3-2  | 3-2  | –––– | 0-0  | 1-3  |
| Winterthur      | 1-1  | 1-0  | 3-1  | 2-2  | 0-1  | 2-0  | 0-2  | 1-2  | –––– | 0-0  |
| Wohlen          | 0-0  | 2-0  | 0-3  | 2-2  | 1-2  | 0-2  | 2-1  | 1-3  | 3-2  | –––– |

### Seconda fase
|                 | AAR  | BIE  | CHI  | LE   | LOS  | NEU  | SCI  | WIL  | WIN  | WOH  |
| --------------- | ---- | ---- | ---- | ---- | ---- | ---- | ---- | ---- | ---- | ---- |
| Aarau           | –––– | null | null | 1-0  | 1-2  | 2-2  | 1-3  | 2-1  | 3-0  | 2-0  |
| Bienna          | null | –––– | null | null | null | null | null | null | null | null |
| Chiasso         | 1-2  | null | –––– | null | 1-1  | 2-1  | 1-1  | 1-1  | 1-2  | 1-0  |
| Le Mont         | 1-1  | null | 0-0  | –––– | 0-2  | 2-4  | 0-1  | null | 2-0  | 2-0  |
| Losanna         | 1-1  | null | 0-0  | 2-1  | –––– | 1-1  | 0-1  | 2-1  | null | 1-0  |
| Neuchatel Xamax | 0-0  | null | 2-1  | 1-0  | null | –––– | 1-1  | 4-2  | 2-0  | 4-0  |
| Sciaffusa       | 1-3  | null | 3-1  | 4-1  | 0-2  | 0-0  | –––– | null | 2-2  | null |
| Wil             | 3-3  | null | 1-1  | 3-0  | 2-3  | 3-1  | 3-0  | –––– | 2-1  | 1-1  |
| Winterthur      | 0-2  | null | 0-0  | 2-1  | 2-2  | 0-3  | 1-0  | 1-2  | –––– | 1-4  |
| Wohlen          | null | null | 2-1  | 2-1  | 1-3  | 2-2  | 0-1  | 1-0  | 0-2  | –––– |

## Statistiche

### Squadre

#### Capoliste solitarie
|    | —— | —— | —— | ——      | ——      | ——      | ——      | ——      | ——      | ——      | ——      | ——      | ——      | ——      | ——      | ——      | ——      | ——      | ——      | ——      | ——      | ——      | ——  | ——      | ——      | ——      | ——  | ——      | ——      | ——      | ——        | ——  | ——      | —— |  |
|    |    |    |    | Chiasso | Chiasso | Losanna | Losanna | Losanna | Losanna | Losanna | Losanna | Losanna | Losanna | Losanna | Losanna | Losanna | Losanna | Losanna | Losanna | Losanna | Losanna | Losanna |     | Losanna | Losanna | Losanna |     | Losanna | Losanna | Losanna | Neuchâtel |     | Losanna |    |  |
|    |    |    |    |         |         |         |         |         |         |         |         |         |         |         |         |         |         |         |         |         |         |         |     |         |         |         |     |         |         |         |           |     |         |    |  |
|    |    |    |    |         |         |         |         |         |         |         |         |         |         |         |         |         |         |         |         |         |         |         |     |         |         |         |     |         |         |         |           |     |         |    |  |
| 1ª | 2ª | 3ª | 4ª | 5ª      | 6ª      | 7ª      | 8ª      | 9ª      | 10ª     | 11ª     | 12ª     | 13ª     | 14ª     | 15ª     | 16ª     | 17ª     | 18ª     | 19ª     | 20ª     | 21ª     | 22ª     | 23ª     | 24ª | 25ª     | 26ª     | 27ª     | 28ª | 29ª     | 30ª     | 31ª     | 32ª       | 33ª | 34ª     |    |  |

#### Classifica in divenire
|                 | 1ª | 2ª | 3ª | 4ª | 5ª | 6ª | 7ª | 8ª | 9ª | 10ª | 11ª | 12ª | 13ª | 14ª | 15ª | 16ª | 17ª | 18ª | 19ª | 20ª | 21ª | 22ª | 23ª | 24ª | 25ª | 26ª | 27ª | 28ª | 29ª | 30ª | 31ª | 32ª |    |
| --------------- | -- | -- | -- | -- | -- | -- | -- | -- | -- | --- | --- | --- | --- | --- | --- | --- | --- | --- | --- | --- | --- | --- | --- | --- | --- | --- | --- | --- | --- | --- | --- | --- | -- |
| Aarau           | 1  | 2  | 2  | 3  | 3  | 3  | 6  | 7  | 8  | 11  | 12  | 13  | 13  | 13  | 14  | 14  | 15  | 18  | 21  | 22  | 25  | 28  | 31  | 34  | 35  | 38  | 39  | 40  | 43  | 43  | 44  | 50  |    |
| Bienna          |    |    |    |    |    |    |    |    |    |     |     |     |     |     |     |     |     |     |     |     |     |     |     |     |     |     |     |     |     |     |     |     |    |
| Chiasso         | 1  | 4  | 7  | 8  | 11 | 14 | 14 | 15 | 15 | 15  | 16  | 17  | 18  | 18  | 19  | 20  | 20  | 21  | 21  | 21  | 24  | 25  | 26  | 26  | 26  | 27  | 30  | 31  | 32  | 33  | 33  | 37  |    |
| Losanna         | 3  | 3  | 3  | 6  | 9  | 12 | 15 | 16 | 17 | 20  | 20  | 23  | 26  | 27  | 27  | 30  | 33  | 36  | 39  | 42  | 45  | 48  | 49  | 50  | 51  | 52  | 55  | 58  | 59  | 62  | 62  | 65  |    |
| Le Mont         | 1  | 2  | 2  | 2  | 3  | 6  | 7  | 8  | 8  | 11  | 12  | 15  | 18  | 19  | 19  | 20  | 23  | 23  | 23  | 23  | 23  | 26  | 27  | 27  | 27  | 27  | 27  | 27  | 28  | 28  | 31  | 32  |    |
| Sciaffusa       | 3  | 3  | 6  | 6  | 6  | 9  | 9  | 9  | 12 | 12  | 15  | 15  | 15  | 18  | 21  | 21  | 21  | 22  | 22  | 23  | 23  | 23  | 23  | 26  | 29  | 32  | 33  | 34  | 37  | 38  | 41  | 47  |    |
| Wil             | 3  | 4  | 7  | 8  | 8  | 8  | 11 | 12 | 12 | 13  | 14  | 17  | 20  | 23  | 26  | 27  | 30  | 30  | 33  | 36  | 36  | 37  | 38  | 41  | 41  | 44  | 44  | 45  | 45  | 48  | 49  | 53  |    |
| Winterthur      | 0  | 0  | 1  | 4  | 7  | 7  | 8  | 8  | 11 | 12  | 15  | 16  | 16  | 19  | 19  | 19  | 22  | 25  | 25  | 28  | 28  | 28  | 29  | 32  | 32  | 32  | 33  | 36  | 39  | 39  | 39  | 39  | 43 |
| Wohlen          | 1  | 2  | 3  | 3  | 6  | 6  | 6  | 9  | 12 | 12  | 13  | 13  | 14  | 14  | 17  | 20  | 21  | 22  | 25  | 25  | 25  | 26  | 26  | 26  | 29  | 29  | 32  | 32  | 32  | 33  | 33  | 36  | 36 |
| Neuchatel Xamax | 0  | 3  | 3  | 6  | 6  | 6  | 6  | 9  | 12 | 13  | 14  | 14  | 17  | 17  | 20  | 23  | 23  | 24  | 27  | 28  | 29  | 32  | 33  | 33  | 36  | 39  | 39  | 40  | 43  | 44  | 45  | 48  | 54 |

#### Classifiche di rendimento

##### Rendimento andata-ritorno
| Andata          | Andata | Ritorno         | Ritorno |
|                 |        |                 |         |
| Losanna         | 36     | Aarau           | 32      |
| Wil             | 30     | Neuchatel Xamax | 30      |
| Winterthur      | 25     | Losanna         | 29      |
| Neuchatel Xamax | 24     | Sciaffusa       | 25      |
| Le Mont         | 23     | Wil             | 23      |
| Wohlen          | 22     | Winterthur      | 18      |
| Sciaffusa       | 22     | Chiasso         | 16      |
| Bienna          | 21     | Wohlen          | 14      |
| Chiasso         | 21     | Le Mont         | 9       |
| Aarau           | 18     | Bienna          | 0       |

##### Rendimento casa-trasferta
| Casa            | Casa | Trasferta       | Trasferta |
|                 |      |                 |           |
| Neuchatel Xamax | 37   | Losanna         | 39        |
| Wil             | 33   | Winterthur      | 23        |
| Sciaffusa       | 30   | Aarau           | 22        |
| Aarau           | 28   | Wil             | 20        |
| Le Mont         | 27   | Neuchatel Xamax | 17        |
| Losanna         | 26   | Sciaffusa       | 17        |
| Chiasso         | 23   | Wohlen          | 15        |
| Wohlen          | 21   | Chiasso         | 14        |
| Winterthur      | 20   | Bienna          | 8         |
| Bienna          | 13   | Le Mont         | 5         |

#### Primati stagionali
Squadre
- Maggior numero di vittorie: Losanna (19)
- Maggior numero di pareggi: Chiasso (16)
- Maggior numero di sconfitte: Le Mont, Wohlen (16)
- Minor numero di vittorie: Bienna (5)
- Minor numero di pareggi: Sciaffusa (5)
- Minor numero di sconfitte: Bienna, Losanna (7)
- Miglior attacco: Losanna (61 gol fatti)
- Peggior attacco: Bienna (28 gol fatti)
- Miglior difesa: Bienna (30 gol subiti)
- Peggior difesa: Wohlen (52 gol subiti)
- Miglior differenza reti: Losanna (+22)
- Peggior differenza reti: Wohlen (-17)
- Miglior serie positiva: Losanna (15, 16ª-30ª)
- Peggior serie negativa: Le Mont (5, 24ª-28ª)
- Maggior numero di vittorie consecutive: Losanna (7, 16ª-22ª)

Partite
- Più gol (9):

Losanna-Bienna 5-4, 18 luglio 2015
- Maggior scarto di gol (4): Bienna-Winterthur 5-1, Neuchatel Xamax-Wohlen 4-0
- Maggior numero di reti in una giornata: 19 gol nella 1ª giornata
- Minor numero di reti in una giornata: 5 gol nella 21ª giornata
- Maggior numero di espulsioni in una giornata: 3 in 3ª giornata, 18ª giornata, 1ª giornata, 12ª giornata, 36ª giornata, 13ª giornata, 11ª giornata, 29ª giornata

### Individuali

#### Classifica marcatori
| Gol | Rigori |  | Giocatore                 | Squadra         |
| --- | ------ |  | ------------------------- | --------------- |
| 20  | 2      |  | Jocelyn Roux              | Losanna, Wil    |
| 13  | 4      |  | Charles-André Doudin      | Neuchatel Xamax |
| 13  | 5      |  | Antonio Marchesano        | Bienna          |
| 11  | 0      |  | Deniz Mujic               | Sciaffusa       |
| 10  | 0      |  | Carlinhos                 | Aarau           |
| 10  | 0      |  | Kwang-Ryong Pak           | Bienna, Losanna |
| 10  | 3      |  | Patrick Rossini           | Aarau           |
| 10  | 0      |  | Dante Senger              | Neuchatel Xamax |
| 9   | 1      |  | Chadrac Akolo             | Neuchatel Xamax |
| 9   | 0      |  | André Clarindo dos Santos | Wil             |
| 9   | 0      |  | Alessandro Ciarrocchi     | Chiasso         |
| 9   | 0      |  | Christian Fassnacht       | Winterthur      |
| 9   | 2      |  | Igor Tadić                | Sciaffusa       |
| 9   | 0      |  | Erhan Yılmaz              | Wil             |
| 7   | 0      |  | Patrick Bengondo          | Winterthur      |
| 7   | 2      |  | Benjamin Kololli          | Bienna          |
| 7   | 0      |  | Luís Pimenta              | Le Mont         |
| 7   | 0      |  | Mert Nobre                | Wil             |

#### Media spettatori
| Club            | Pos. | Media | Totale | Abbonamenti |
| --------------- | ---- | ----- | ------ | ----------- |
| Losanna         | 1    | 3 757 | 67 634 |             |
| Aarau           | 2    | 3 632 | 65 382 |             |
| Neuchatel Xamax | 3    | 3 011 | 51 191 |             |
| Winterthur      | 4    | 2 626 | 44 650 |             |
| Bienna          | 5    | 2 006 | 28 089 |             |
| Wil             | 6    | 1 332 | 23 970 |             |
| Sciaffusa       | 7    | 1 173 | 21 107 |             |
| Wohlen          | 8    | 870   | 15 657 |             |
| Chiasso         | 9    | 652   | 11 079 |             |
| Le Mont         | 10   | 518   | 9 330  |             |

#### Arbitri
- Lionel Tschudi (15)
- Luca Gut (14)
- Nicolas Jancevski (14)
- Tomasz Superczynski (13)
- Lukas Fähndrich (11)
- Sébastien Pache (11)
- Zenel Musa (10)
- Vladimir Ovcharov (10)
- Urs Schnyder (10)
- David Schärli (9)
- Alessandro Dudic (8)
- Pascal Erlachner (8)

- Sascha Amhof (6)
- Adrien Jaccottet (6)
- Stephan Klossner (6)
- Fedayi San (6)
- Sandro Schärer (6)
- Nikolaj Hänni (4)
- Alain Bieri (3)
- Fahad Jaber Al Marri (2)
- Stefan Horisberger (1)
- Esther Staubli (1)